# Fuá na casa de Cabral
| Críticas profissionais | Críticas profissionais |
| Avaliações da crítica  | Avaliações da crítica  |
| Fonte                  | Avaliação              |
| ---------------------- | ---------------------- |
| allmusic               | [ 1 ]                  |

Fuá na casa de CaBRal é o segundo álbum da banda de manguebeat Mestre Ambrósio, lançado em 1998.

## Faixas
1. Trupé (Queimar Carvão)
2. Os Cabôco
3. Fuá na Casa de Cabral
4. Sêmen
5. Vó Cabocla
6. Parêia
7. Esperança (Na Mata Eu Tenho)
8. Pescador
9. Chamá Maria
10. Pé-de-Calçada
11. Usina (Tango no Mango)
12. Se Zé Limeira Sambasse Maracatu
13. Pedra de Fogo
14. Maria Clara